# リュウキュウカラスバト
リュウキュウカラスバト（琉球烏鳩、学名:Columba jouyi）は、ハト目ハト科カワラバト属に属する鳥。日本固有種。
名前の由来は琉球に生息したことによる。1936年（昭和11年）に南大東島で折居彪二郎によりメス1羽が捕獲されたのを最後に見られなくなったため、この頃絶滅したと思われる。

## 一般
学名は命名者である、レオナード・ヘス・ステイネガーの友人であった標本採集人、ピェール・ルイ・ジューイに献名されたものである。タイプ標本の採集地は沖縄島クンチャンで、1887年（明治20年）2月3日に採集されており、ステイネガーによって命名されたあと日本に返却された。現在は、山階鳥類研究所で保管されている。
2016年（平成28年）にはDNA解析の結果が発表され、遺伝的にはカラスバトとごく近縁であることが判明している。

## 生態
全長は約45cmで、カラスバトよりやや大型である。体の色は光沢のある黒色だが、背中の部分に白い三日月型の斑があることでカラスバトと区別できる。琉球列島の沖縄本島と周辺の小島(屋我地、瀬底、伊平屋、伊是名、座間味)、北大東島・南大東島の海岸近くの亜熱帯性の広葉樹林などに住んでいた。地上を歩きながら、シイの実などの植物質を食べていた。南大東島では島中央部の大池の中にある島状の陸地に生息しており、飛翔能力があったことが観察されている。

## 絶滅の原因
リュウキュウカラスバトはもともと種全体の個体数が少なかった上、カラスバトと同様に食用として捕獲される事が多かったと思われる。また、森林の破壊の進行も、森林性の鳥類である本種にとって影響が大きかった。沖縄本島では1904年（明治37年）の記録を最後に絶滅したと思われる。大東諸島ではその後も観察されていたが、生息地である森林の破壊が激しくなるとともに数を減らし、1936年以降は記録されなくなった。最後まで生息していた南大東島では、1922年（大正11年）の1か月の間に計12羽が採集されている。

## 保全状態評価
- EXTINCT (IUCN Red List Ver. 3.1 (2001)) [4]
- 絶滅（環境省レッドリスト） - 1936年 [5]

## 切手
2000年（平成12年）に郵政省が発行した「20世紀デザイン切手シリーズ｣第7集で、リュウキュウカラスバトの80円切手が発行された。